# The Veldt
«The Veldt» es una canción del DJ y productor canadiense deadmau5, incluida en su sexto álbum de estudio Album Title Goes Here. Cuenta con la colaboración del vocalista Chris James. Fue lanzado como sencillo, el 6 de mayo de 2012. Un EP que incluye los remixes de “The Veldt” realizados por Freeform Five y Tommy Trash y la canción del género dubstep “Failbait” coproducido junto a Cypress Hill, se editó el 22 de junio de 2012. La canción fue nominada en los Premios Grammy de 2013 en la categoría "Mejor grabación remixada, no clásica", gracias al remix de Tommy Trash.

## Antecedentes
La canción está inspirado en el nombre de un cuento corto del 1950 del mismo nombre del escritor Ray Bradbury, fallecido en junio de 2012. La canción fue creada inicialmente durante las 22 horas de una sesión en vivo en marzo de 2012. Al día siguiente, el productor encontró a Chris James a través de Twitter quien había creado su propia versión vocal de la canción.
Zimmerman quedó impresionado con la voz de James, especialmente con las referencias líricas al cuento de Bradbury y confirmó que el lanzamiento oficial de la canción incluiría sus voces. La canción quedó ubicada en el # 48 según la revista Rolling Stone, en una lista de las 50 mejores canciones del 2012.

## Video musical
El vídeo musical fue dirigido por Manroop Takhar y producido por Qudos Animations en referencia al cuento de Bradbury. Fue estrenado en junio de 2012 a través del canal oficial de Deadmau5 en YouTube.
Muestra a dos niños que entran a "The Nursery", y corren en el medio de un paisaje de sabana, supuestamente ambientado en África, entre leones y buitres comiendo y cazando animales. Se detienen, y el niño empieza a subir por una pequeña montaña. Entonces de repente encuentra a su hermana parada al borde de un precipicio. El niño decide acercarse a ella esbozando una sonrisa diabólica y después empujarla de la montaña, salta. Se deslizan por la cornisa hasta descender al suelo. El video termina con los dos niños tomados de la mano, dejando atrás los vidrios rotos y un rastro de sangre, presumiblemente de sus padres.
Zimmerman, es un ávido en los videojuegos y rápidamente vinculó al diseño del video y la canción se basen en torno al videojuego "Limbo", título que desafía al jugador a guiar a un chico sin nombre a través de peligrosos escenarios intentando evitar multitud de trampas ocultas entre la sombra. Hay otras versiones que atribuyen a que el video estuvo basado en una animación de un aficionado realizado para la canción “Do I Have Power” de Timber Timbre.

## Lista de canciones
- Sencillo[1]

1. "The Veldt" (Radio Edit) – 2:50
2. "The Veldt" (8 Minute Edit) – 8:40

- EP[2]

1. "The Veldt" (Original Mix) – 11:34
2. "Failbait" (con Cypress Hill) – 4:51
3. "The Veldt" (Freeform Five Remix) – 3:13
4. "The Veldt" (Tommy Trash Remix) – 6:52

## Posicionamiento en listas
| Lista (2012)                                | Mejor posición |
| ------------------------------------------- | -------------- |
| Bélgica (Flandes) (Ultratip Bubbling Under) | 35             |
| Bélgica (Valonia) (Ultratip Bubbling Under) | 19             |
| Canadá (Hot 100)                            | 24             |
| Estados Unidos (Hot Dance Club Songs)       | 43             |
| Francia (SNEP)                              | 149            |
| Irlanda (IRMA)                              | 31             |
| Países Bajos (Mega Single Top 100)          | 63             |
| Reino Unido (UK Dance Chart)                | 16             |
| Reino Unido (UK Singles Chart)              | 68             |
| Suiza (Schweizer Hitparade)                 | 68             |